# Suttapat Sanklong
Suttapat Sanklong (thailändisch สุทธิภัทร สานคล่อง, * 25. Juni 1998) ist ein thailändischer Fußballspieler.

## Karriere
Suttapat Sanklong stand bis 2019 beim Assumption United FC unter Vertrag. Der Verein aus der thailändischen Hauptstadt Bangkok spielte in der vierten Liga des Landes, der Thai League 4. Hier trat Assumption in der Western Region an. 2020 wechselte er zum Drittligisten Ayutthaya FC. Mit dem Verein aus Ayutthaya trat er zuletzt in der Western Region der dritten Liga an. Zur Saison 2021/22 unterschrieb er einen Vertrag beim Erstligisten Muangthong United. Von Muangthong wurde er die Saison 2021/22 an den Zweitligisten Ayutthaya United FC ausgeliehen. Sein Zweitligadebüt gab Suttapat Sanklong am 5. September 2021 (1. Spieltag) im Auswärtsspiel gegen den Erstligaabsteiger Sukhothai FC. Hier wurde er in der 80. Minute für Nonthawat Klinchampasri eingewechselt. Sukhothai gewann das Spiel mit 5:0. Für Ayutthaya bestritt er zehn Zweitligaspiele. Nach der Ausleihe kehrte er zu Muangthong zurück. Hier wurde sein Vertrag jedoch nach einer Saison wieder aufgelöst. Im Sommer 2022 unterschrieb er einen Vertrag beim Drittligisten Nakhon Ratchasima United FC. Mit dem Verein aus Nakhon Ratchasima spielte er bis zur Winterpause achtmal in der North/Eastern Region der Liga. Für die Rückrunde wurde er vom in der Southern Region spielenden Aufsteiger Muangtrang United FC verpflichtet. Nach der Saison wurde sein Vertrag in Trang nicht verlängert. Der Drittligist Chainat United FC, der in der Western Region spielte, nahm ihn im Sommer 2023 unter Vertrag. Nach drei Ligaspielen wurde sein Vertrag im Januar 2024 nicht verlängert.